# Rosa Díez
Rosa Díez González (ur. 27 maja 1952 w Sodupe) – hiszpańska polityk i działaczka związkowa, deputowana do Parlamentu Europejskiego, posłanka do Kongresu Deputowanych.

## Życiorys
Działała w związkach zawodowych, została wybrana do komitetu wykonawczego jednej z organizacji branżowych skupionych w UGT. Pełniła funkcję radnej miejskiej w Güeñes, członkini władz prowincji Vizcaya, wiceprzewodniczącej prowincjalnego parlamentu. Włączyła się w działalność Hiszpańskiej Socjalistycznej Partii Robotniczej.
Zasiadała w parlamencie regionalnym Kraju Basków. Od 1991 do 1998 zajmowała stanowisko ministra ds. handlu, konsumentów i turystyki w rządzie regionalnym.
W 1999 i 2004 z listy PSOE była wybierana do Parlamentu Europejskiego V i VI kadencji. Zasiadała w Grupie Socjalistycznej, pracowała m.in. w Komisji Prawnej oraz w Komisji Wolności Obywatelskich, Sprawiedliwości i Spraw Wewnętrznych.
W 2007 zrzekła się mandatu europosła oraz wystąpiła ze swojego ugrupowania, krytykując negocjacje premiera José Luisa Zapatero z członkami ETA. W tym samym roku założyła partię Związek, Postęp, Demokracja, kierowała nią nieprzerwanie do 2015. W 2008 jako jedyna przedstawicielka tej partii została wybrana do Kongresu Deputowanych (z okręgu madryckiego), a w 2011 uzyskała reelekcję. Mandat wykonywała do 2016, odeszła w tym samym roku z partii UPyD.
W 2020 zainicjowała powołanie platformy Unión 78, mającej przeciwdziałać tendencjom separatystycznym w Hiszpanii.